# XPointer
XPointer, XML Pointer Language och XLink, XML Linking Language definierar standardsätt att representera länkar, förbindelser mellan olika resurser till ett XML-dokument.
Xpointer används för att adressera inuti i ett dokument, det vill säga en länk till en del av ett dokument. Xpointer kan liknas vid HTML:s #-tecken men i Xpointer används en mer avancerad adressering där man pekar på information i form av element, attribut eller innehåll istället för fysiska platser. Xpointer används tillsammans med XPath för att adressera (länka till) till olika delar inuti ett dokument.